# 柏加鎮
柏加鎮（はくかちん）は中華人民共和国湖南省長沙市瀏陽市の鎮。

## 行政区画
- 柏鈴社区
- 渡頭村
- 楠洲村
- 仙湖村
- 和双源村

## 経済

### 名物・特産品
- 苗木
- 花崗岩
- 石灰岩
- 爆竹

## 地理
柏加鎮は瀏陽市の東部に位置し、北は長沙県と、東は鎮頭鎮と、西は株洲市と、南は株洲市雲田鎮とそれぞれ接している。
- 河川：瀏陽河
- ダム湖：仙人造水庫
- 山：陳家嶺（標高234.2メートル）、公婆寨（標高187メートル）

## 教育
- 柏加中学

## 交通

### 鉄道
- 滬昆線

### 道路
- 県道：X030
- 高速道路：長株高速道路

## 観光
- 陳熹故居
- 大石嶺
- 将軍廟

## 出身有名人
- 陳熹